# Папірня (Хмельницький район)
Папі́рна — село в Україні, у Городоцькій міській територіальній громаді Хмельницького району Хмельницької області. Населення становить 60 осіб.

## Історія
7 (20) листопада 1917 року, відповідно до Третього Універсалу Української Центральної Ради, увійшло до складу Української Народної Республіки.
12 червня 2020 року, відповідно до розпорядження Кабінету Міністрів України № 727-р «Про визначення адміністративних центрів та затвердження територій територіальних громад Хмельницької області», увійшло до складу Городоцької міської громади.
19 липня 2020 року, в результаті адміністративно-територіальної реформи та ліквідації Городоцького району, увійшло до складу новоутвореного Хмельницького району.

## Населення

### Мова
Розподіл населення за рідною мовою за даними перепису 2001 року:
| Мова       | Кількість | Відсоток |
| ---------- | --------- | -------- |
| українська | 164       | 97.62%   |
| російська  | 4         | 2.38%    |
| Усього     | 168       | 100%     |

## Символіка
Герб і прапор затверджені 9 жовтня 2017 р. рішенням № 2/18/2017 XVIII сесії сільської ради VII скликання. Автор — П. Б. Войталюк. Герб є промовистим.
Щит перетятий чорною хвилястою нитяною балкою. В першому зеленому полі срібний сувій паперу, у другому лазуровому срібна риба в балку. Щит вписаний у декоративний картуш і увінчаний золотою сільською короною. Унизу картуша напис «ПАПІРНЯ» і дата «1755».
Хвиляста чорна балка — знак підпорядкування Чорниводам. Папір — символ назви. Риба — символ багатих водних ресурсів. Корона означає статус населеного пункту.